# Chris Bristow
Chris Bristow (ur. 2 grudnia 1937 w Lambeth-Londyn, zm. 19 czerwca 1960 w Spa, Belgia) − brytyjski kierowca wyścigowy.

## Życiorys
Bristow był synem właściciela warsztatu z Londynu.

## Kariera

### Formuła 1 (sezon 1959)
W tym sezonie wystąpił w barwach zespołu British Racing Partnership. Brał udział w wyścigu o Grand Prix Wielkiej Brytanii, w którym zajął 10. miejsce.

### Formuła 1 (sezon 1960)
W sezonie tym wziął udział w trzech wyścigach w barwach zespołu Yeoman Credit Racing. Były to wyścigi o: Grand Prix Monako, Grand Prix Holandii, oraz Grand Prix Belgii. Żadnego z tych wyścigów nie zdołał ukończyć.
Podczas ostatniego wyścigu sezonu na dwudziestym okrążeniu, na zakręcie Burnenville, podczas walki z Willym Mairesse'em (z zespołu Ferrari) wypadł z toru i wjechał na nasyp (około 5 m od toru). W wyniku tego zdarzenia bolid uległ przewróceniu; zawodnik zrzucony został na drut kolczasty, który ściął mu głowę. Sześć okrążeń później na tym samym zakręcie zginął Alan Stacey.

## Wyniki w Formule 1
| Legenda oznaczeń w tabelach wyników Wyświetl szablon na nowej stronie | Legenda oznaczeń w tabelach wyników Wyświetl szablon na nowej stronie                                                                     |
| Oznaczenie                                                            | Wyjaśnienie |
| --------------------------------------------------------------------- | --- |
| Złoty                                                                 | Zwycięzca lub mistrzostwo |
| Srebrny                                                               | 2. miejsce lub wicemistrzostwo |
| Brązowy                                                               | 3. miejsce lub II wicemistrzostwo |
| Zielony                                                               | Ukończył, punktował (w klasyfikacji generalnej, gdy zdobył co najmniej jeden punkt na przestrzeni sezonu, poza trzema powyższymi opcjami) |
| Niebieski                                                             | Ukończył, nie punktował (w klasyfikacji generalnej, gdy nie zdobył co najmniej jednego punktu na przestrzeni sezonu)                      |
| Czerwony                                                              | Nie zakwalifikował się (NZ) |
| Czerwony                                                              | Nie prekwalifikował się (NPK) |
| Różowy                                                                | Nie ukończył (NU) |
| Różowy                                                                | Niesklasyfikowany (NS) (w klasyfikacji generalnej, gdy nie został sklasyfikowany w żadnym wyścigu sezonu)                                 |
| Czarny                                                                | Zdyskwalifikowany (DK) |
| Czarny                                                                | Wykluczony (WYK/EX) |
| Biały                                                                 | Nie wystartował (NW) |
| Biały                                                                 | Kontuzjowany (K/INJ) |
| Biały                                                                 | Wyścig odwołany (OD/C) |
| Bez koloru                                                            | Został wycofany (WYC/WD) |
| Bez koloru                                                            | Nie przybył (NP/DNA) |
| Bez koloru                                                            | Nie brał udziału w treningach (NT/DNP) |
| Bez koloru                                                            | Nie został zgłoszony (–) |
| Pogrubienie                                                           | Start z pole position |
| Kursywa                                                               | Najszybsze okrążenie wyścigu |
| †                                                                     | Nie ukończył, ale jego rezultat został zaliczony ze względu na przejechanie więcej niż 90% dystansu wyścigu.                              |
| *                                                                     | Sezon w trakcie |
| 1/2/3                                                                 | Punktowana pozycja w sprincie kwalifikacyjnym                                                                                             |
| Lista systemów punktacji Formuły 1                                    | |

| Rok  | Zespół                     | Samochód   | Silnik   | 1   | 2      | 3   | 4      | 5      | 6   | 7   | 8   | 9   | 10  | Msc. | Pkt. |
| ---- | -------------------------- | ---------- | -------- | --- | ------ | --- | ------ | ------ | --- | --- | --- | --- | --- | ---- | ---- |
| 1959 | British Racing Partnership | Cooper T51 | Borgward | MCO | 500    | NLD | NLD    | GBR 10 | DEU | POR | ITA | USA |     | −    | 0    |
| 1960 | Yeoman Credit Racing       | Cooper T51 | Climax   | ARG | MCO NU | 500 | NLD NU | BEL NU | NLD | GBR | POR | ITA | USA | −    | 0    |